# Basilides d'Escitòpolis
Basilides d'Escitòpolis (en llatí Basileides, en grec antic Βασιλείδης) fou un filòsof estoic grec. És esmentat per Eusebi de Cesarea (Chron. Arm. p. 384) i per Jordi Sincel·le (351b.). Va florir sota l'emperador Antoní Pius i fou mestre del cèsar Anni Ver.